# Hull Challenger 2001
L'Hull Challenger 2001 è stato un torneo di tennis facente parte della categoria ATP Challenger Series nell'ambito dell'ATP Challenger Series 2001. Il torneo si è giocato a Hull in Gran Bretagna dal 19 al 24 febbraio 2001 su campi in sintetico indoor.

## Vincitori

### Singolare
Michael Kohlmann ha battuto in finale  Kristian Pless con il punteggio di 5–7, 7–6(3), 7–6(5)

### Doppio
Michael Kohlmann /  Michaël Llodra hanno battuto in finale  Barry Cowan /  Martin Lee con il punteggio di 6–2, 6–3